# Canton de Saint-Chamond
Le canton de Saint-Chamond est une circonscription électorale française du département de la Loire.

## Histoire
Créé au XIXe siècle, le canton de Saint-Chamond a été supprimé par arrêté du 24 décembre 1984 qui l'a scindé en deux pour former le canton de Saint-Chamond-Nord et le canton de Saint-Chamond-Sud.
Un nouveau découpage territorial de la Loire entre en vigueur à l'occasion des élections départementales de 2015. Il est défini par le décret du 26 février 2014, en application des lois du 17 mai 2013 (loi organique 2013-402 et loi 2013-403). Les conseillers départementaux sont, à compter de ces élections, élus au scrutin majoritaire binominal mixte. Les électeurs de chaque canton élisent au Conseil départemental, nouvelle appellation du Conseil général, deux membres de sexe différent, qui se présentent en binôme de candidats. Les conseillers départementaux sont élus pour 6 ans au scrutin binominal majoritaire à deux tours, l'accès au second tour nécessitant 12,5 % des inscrits au 1er tour. En outre la totalité des conseillers départementaux est renouvelée. Ce nouveau mode de scrutin nécessite un redécoupage des cantons dont le nombre est divisé par deux avec arrondi à l'unité impaire supérieure si ce nombre n'est pas entier impair, assorti de conditions de seuils minimaux. Dans la Loire, le nombre de cantons passe ainsi de 40 à 21. Le canton de Saint-Chamond est recréé par ce décret.
Il est formé de communes des anciens cantons de Saint-Chamond-Nord et Saint-Chamond-Sud (1 commune) et de La Grand-Croix (1 commune). Il est entièrement inclus dans l'arrondissement de Saint-Étienne. Le bureau centralisateur est situé à Saint-Chamond.

## Représentation

### Conseillers d'arrondissement (de 1833 à 1940)
| Période                                  | Période      | Identité                                  | Étiquette | Qualité |
| ---------------------------------------- | ------------ | ----------------------------------------- | --------- | --- |
| 1833                                     | 1839         | Gilbert Joseph Victor Gillier (1800-1874) |           | Négociant, fabricant de lacets, propriétaire, rentier à Saint-Chamond                                       |
| 1839                                     | 1866 (décès) | Jean-Jacques Dugas-Vialis (1783-1866)     |           | Maitre de forges et négociant à Saint-Chamond                                                               |
| 1867                                     |              | Jules Duclos                              |           | Maire de Saint-Chamond (1861-1870 et 1871-1874)                                                             |
|                                          |              |                                           |           | |
| 1937                                     | 1940         | Louis-Ferdinand Girard                    | Rad.      | Négociant en mercerie à Saint-Chamond                                                                       |
| 1940                                     |              |                                           |           | Les conseils d'arrondissement ont été suspendus par la loi du 12 octobre 1940 et n'ont jamais été réactivés |
| Les données manquantes sont à compléter. |              |                                           |           | |

### Conseillers généraux de 1833 à 1985
| Période | Période      | Identité                                     | Étiquette              | Qualité |
| ------- | ------------ | -------------------------------------------- | ---------------------- | --- |
| 1833    | 1842         | Jacques Ardaillon                            | Majorité ministérielle | Propriétaire des forges à Saint-Julien-en-Jarez Maire de Saint-Chamond (1830-1848) Député (1831-1842) |
| 1842    | 1853         | Victor Jacques Antoine Dugas de la Boissonny |                        | Industriel en rubannerie |
| 1853    | 1854 (décès) | Antoine Neyrand (1813-1854)                  |                        | Propriétaire de l'atelier de fabrication de fers à cheval Maire de Saint-Julien-en-Jarez |
| 1855    | 1861         | Ernest Neyron                                |                        | Propriétaire, maire de Saint-Chamond (1848-1861) |
| 1861    | 1864         | Jean-Marie Gaudet                            |                        | Maître de forges à Rive-de-Gier |
| 1864    | 1871         | Léonce Marin                                 |                        | Directeur des fonderies Maire de Saint-Julien-en-Jarez |
| 1871    | 1886         | Jean Jamet                                   | Républicain            | Fabricant d'acide gallique à Saint-Chamond |
| 1886    | 1892         | Charles Neyrand (fils d'A.Neyrand)           | Droite (Boulangiste)   | Maître de forges Maire de Saint-Julien-en-Jarez Député (1889-1893) |
| 1892    | 1898         | Benoît Oriol                                 | Républicain            | Maire de Saint-Chamond (1877 et 1884-1888) |
| 1898    | 1904         | François Prénat                              | Conservateur           | Industriel dans la métallurgie à Saint-Chamond |
| 1904    | 1919         | Pierre Joannon                               | Rad.                   | Fabricant de lacets Maire d'Izieux (1904-1935) |
| 1919    | 1928         | Henri Rigot                                  | Union nationale        | Médecin |
| 1928    | 1934         | Louis Chatin                                 | Union nationale        | Président de la Soie d'Izieux |
| 1934    | 1940         | Antoine Pinay                                | RG                     | Directeur de tannerie Maire de Saint-Chamond (1929-1977) Président du Conseil général (1945-1979) Député (1936-1938) Sénateur (1938-1940)                                                                    |
|         |              |                                              |                        | |
| 1945    | 1979         | Antoine Pinay                                | RG puis CNI            | Maire de Saint-Chamond (1929-1977) Président du Conseil général (1945-1979) Député (1936-1938 et 1946-1958) Sénateur (1938-1940) Ministre (1948-1952 et 1952-1960) Président du Conseil (mars-décembre 1952) |
| 1979    | 1985         | Jacques Badet                                | PS                     | Professeur Député (1981-1988) Maire de Saint-Chamond (1977-1989) Elu en 1985 dans le Canton de Saint-Chamond-Sud                                                                                             |

### Conseillers départementaux depuis 2015
| Période élective | Période élective | Mandat | Mandat   | Identité            | Nuance | Nuance | Qualité |
| ---------------- | ---------------- | ------ | -------- | ------------------- | ------ | ------ | --- |
| 2015             | 2021             | 2015   | 2021     | Solange Berlier     |        | DVD    | Maire de L'Horme (1995-2014) Vice-Présidente du Conseil départemental                                                                            |
| 2015             | 2021             | 2015   | 2021     | Hervé Reynaud       |        | LR     | Maire de Saint-Chamond (2014-2023) Ancien conseiller général du Canton de Saint-Chamond-Nord (2011-2015) Vice-Président du Conseil Départemental |
| 2021             | 2028             | 2021   | en cours | Stéphanie Calaciura |        | DVD    | Adjointe au maire de Saint-Chamond |
| 2021             | 2028             | 2021   | en cours | Hervé Reynaud       |        | LR     | Conseiller sortant, 1er Vice-Président du conseil départemental (finances) (jusqu'en 2023), Sénateur depuis 2023                                 |

### Résultats détaillés

#### Élections de mars 2015
À l'issue du 1er tour des élections départementales de 2015, deux binômes sont en ballottage : Solange Berlier et Hervé Reynaud (LR, 40,03 %) et Franck Descours et Valérie Felix (FN, 29,7 %). Le taux de participation est de 40,5 % (10 967 votants sur 27 077 inscrits) contre 48,48 % au niveau départemental et 50,17 % au niveau national.
Au second tour, Solange Berlier et Hervé Reynaud (LR) sont élus avec 65,75 % des suffrages exprimés et un taux de participation de 42,6 % (6 753 voix pour 11 534 votants et 27 077 inscrits).

#### Élections de juin 2021
Le premier tour des élections départementales de 2021 est marqué par un très faible taux de participation (33,26 % au niveau national). Dans le canton de Saint-Chamond, ce taux de participation est de 23,68 % (6 220 votants sur 26 269 inscrits) contre 30,05 % au niveau départemental. À l'issue de ce premier tour, deux binômes sont en ballottage : Stéphanie Calaciura et Hervé Reynaud (DVD, 53,61 %) et Raphaël Baccaglioni et Isabelle Surply (RN, 21,21 %).
Le second tour des élections est marqué une nouvelle fois par une abstention massive équivalente au premier tour. Les taux de participation sont de 34,36 % au niveau national, 31,31 % dans le département et 25,29 % dans le canton de Saint-Chamond. Stéphanie Calaciura et Hervé Reynaud (DVD) sont élus avec 77,09 % des suffrages exprimés (4 538 voix pour 6 645 votants et 26 274 inscrits),,. 

## Composition

### Composition avant 1984
Le canton de Saint-Chamond était composé de la seule commune de Saint-Chamond.

### Composition depuis 2015
Le canton de Saint-Chamond comprend désormais deux communes.
| Nom                                   | Code Insee | Intercommunalité        | Superficie (km2) | Population (dernière pop. légale) | Densité (hab./km2) | Modifier                                    |
| ------------------------------------- | ---------- | ----------------------- | ---------------- | --------------------------------- | ------------------ | ------------------------------------------- |
| Saint-Chamond (bureau centralisateur) | 42207      | Saint-Étienne Métropole | 54,88            | 35 586 (2022)                     | 648                | modifier les données · modifier les données |
| L'Horme                               | 42110      | Saint-Étienne Métropole | 4,40             | 4 868 (2022)                      | 1 106              | modifier les données · modifier les données |
| Canton de Saint-Chamond               | 4213       |                         | 59,28            | 40 454 (2022)                     | 682                | modifier les données                        |

## Démographie
En 2022, le canton comptait 40 454 habitants, en évolution de +0,75 % par rapport à 2016 (Loire : +1,32 %, France hors Mayotte : +2,11 %).
| 2013   | 2018   | 2022   |
| ------ | ------ | ------ |
| 40 110 | 39 747 | 40 454 |